# Research Center for Non Destructive Testing
Die Research Center for Non Destructive Testing GmbH (RECENDT) ist ein international anerkanntes Forschungszentrum für Materialcharakterisierung und zerstörungsfreie Werkstoffprüfung.
Das außeruniversitäre Forschungsunternehmen ist eine Beteiligungsgesellschaft der UAR und Member des "UAR Innovation Network".

## Geschichte und Organisation
Die Forschungseinrichtung wurde 2001 als Abteilung Berührungslose Sensorik der Upper Austrian Research GmbH (UAR), der Leitgesellschaft für Forschung des Landes Oberösterreich, begründet. Mit der Umstrukturierung bis 2009 (Reduzierung auf die Kernkompetenz der UAR) wurde die Forschungsabteilung 2008 als RECENDT GmbH selbstständig.
Gesellschafter sind die Firma Upper Austrian Research GmbH (UAR) mit 80 % und die Johannes Kepler Universität Linz mit 20 %.
2009 erhielt RECENDT – als einziges nichtuniversitäres Institut – den Zuschlag zu einem Christian Doppler-Labor (für Photoakustik und Laser-Ultraschall).

## Forschungsfelder
Die RECENDT erforscht, entwickelt und realisiert kundenspezifische, maßgeschneiderte Hightech-Lösungen im Bereich der Materialcharakterisierung und zerstörungsfreien Werkstoffprüfung. Das Leistungsspektrum von RECENDT umfasst die gesamte Forschung-und-Entwicklung-Prozesskette von anwendungsorientierter Grundlagenforschung bis zur Entwicklung neuester Gerätetechnologien für den Einsatz in der Industrie.
RECENDT erforscht und entwickelt opto-akustische Messmethoden für Problemstellungen im Bereich der Materialcharakterisierung, der zerstörungsfreien Werkstoffprüfung und der Prozessanalytik. Ein interdisziplinäres Team aus Physikern, Chemikern, Mechatronikern und Entwicklungsingenieuren deckt das gesamte Themenfeld intelligenter Sensorik ab.
Die Firma ist Partner in mehreren nationalen und internationalen Forschungsprojekten, beispielsweise am COMET-Programm der Bundesregierung. geförderten Projekten wie den K-Projekten Process Analytical Chemistry (PAC) zur Weiterentwicklung der Methoden der Prozessanalytik, und Zerstörungsfreie Prüfung und Tomografie (ZPT), und EU-Projekten wie ENCOMB (Extended Non-Destructive Testing of Composite Bonds) oder InsideFood zur zerstörungsfreien Prüfung von Lebensmitteln.
Das Leistungsspektrum der RECENDT ist innerhalb der Stärkefelder der oberösterreichischen Forschungslandschaft in den Bereichen Mechatronik/Prozessautomatisierung, Innovative Werkstoffe/Leichtbau und Life Science angesiedelt.

### Infrarot–Spektroskopie
Durch Detektion von Änderungen im Spektrum des Lichts im infraroten Wellenlängenbereich können detaillierte Informationen über Präsenz und Bindungscharakter funktioneller Gruppen in der Probe gewonnen werden. Das macht die Technik der Infrarotspektroskopie zu einer wichtigen Analysemethode für die Identifikation und Charakterisierung von unbekannten Proben sowie für die Untersuchung von Wechselwirkungen zwischen unterschiedlichen Verbindungen. Neben Stoffkonzentration, Mischungszusammensetzung und Reaktionsfortschritt in einem Produktionsprozess können auch physikalische Parameter wie Dichte, Leitfähigkeit und Aushärtegrade z. B. von Lacken bestimmt werden.
Diese Methode findet daher zur quantitativen und qualitativen Analyse der Zusammensetzung von Feststoffen, Flüssigkeiten und Gasen Anwendung, und wird in der Prozessüberwachung / Prozessanalytik und Qualitätskontrolle im industriellen Bereich eingesetzt. Dabei wird im industriellen Umfeld vor allem der Spektralbereich des kurzwelligen Infrarotlichtes, also Nahinfrarotspektroskopie eingesetzt, weil die nötigen technischen Voraussetzungen v. a. betreffend Lichtwellenleiter und Lichtquellen hier relativ einfach realisierbar sind.

### Optische Kohärenztomographie
Die optische Kohärenztomographie (OCT) ist eine optische Mess- und Abbildungsmethode, die die Möglichkeit bietet, mittels Infrarotlicht kontakt- und zerstörungsfrei Querschnittsbilder einer Probe anzufertigen. Das physikalische Prinzip hinter dieser Methode ist die interferometrische Überlagerung von Infrarotlichtwellen, die aus unterschiedlichen Probentiefen zurückgestreut werden, mit einer Referenzwelle. Die rückgestreute Intensität enthält die Tiefeninformation der Probe und lässt sich, nach Anwendung mathematischer Algorithmen, als Querschnittsbild darstellen.
Optische Kohärenztomographie ist insbesondere für die Analyse von Kunststoffen geeignet und findet unter anderem als Analysetool bei Spritzgussteilen und Glasfaser-Verbundstoffen, bei der Schichtdickenmessung von Mehrschichtfolien oder der Porenbestimmung in Schäumen Anwendung.
Von RECENDT wurde im Jahr 2013 das erste internationale Symposium für OCT in der zerstörungsfreien Prüfung – OCT4NDT ins Leben gerufen.

### Laser-Ultraschall
Laser-Ultraschall ist eine Methode, Ultraschallsignale berührungslos mittels eines Lasers in einer Probe zu erzeugen und wiederum berührungslos zu detektieren. Herkömmliche Ultraschallmessungen haben den Nachteil, dass die Probe in direktem Kontakt mit der Messapparatur stehen muss. An sehr heißen Proben (z. B. glühendem Stahl) oder an Proben, an denen eine kontaktierende Messung durch die Prüfvorschrift nicht erlaubt ist, ermöglicht Laser-Ultraschall eine schnelle Prüfung, da hier Proben auch ohne Koppelmittel auf größere Entfernung gemessen werden können.
Laser-Ultraschall ist insbesondere für die Prüfung von Bauteilen aus Metall oder aus Verbundwerkstoffen (z. B. CFK) geeignet und wird beispielsweise zur Untersuchung von Schweißnähten, Bestimmung der Wanddicke von Kunststoffen oder Qualitätskontrolle von karbonfaserverstärkten Werkstoffen im Flugzeugbau genutzt.

### Photoakustische Bildgebung
Für die Erzeugung photoakustischer Signale werden kurze Laserpulse (wenige Nanosekunden lang) verwendet. Wird der Laser in dem abzubildenden Objekt absorbiert, kommt es zu einer thermoelastischen Ausdehnung (photoakustischer Effekt), wodurch ein breitbandiges Ultraschallsignal ausgesendet wird. Ein Detektor nimmt diese photoakustischen Signale an mehreren Positionen an der Oberfläche der Probe auf. Aus einem derartigen Datensatz können entweder Schnittbilder des Objektes oder, unter Verwendung ausgefeilter Rekonstruktionsalgorithmen, das ganze Volumen berechnet werden.
Diese Methode wird insbesondere zur Darstellung biomedizinischer Proben und bei optisch teiltransparenten Kunststoffen eingesetzt. Photoakustische Bildgebung kann im industriellen Bereich zur Untersuchung von Klebeverbindungen bei Kunststoffteilen, im medizinischen Bereich zur Tumorerkennung und Blutgefäßdarstellung eingesetzt werden.

### Terahertz-Technologie
Der Terahertz- (THz-) Frequenzbereich ist im elektromagnetischen Spektrum zwischen Mikrowellen- und Infrarotstrahlung angesiedelt. Als interessante Eigenschaft weist THz-Strahlung große Eindringtiefen für viele nichtleitende Materialien, wie etwa Kunststoffe, Polymere, Verbundmaterialien, Gewebe oder Keramiken auf. Aufgrund der geringen Energien ist THz-Strahlung, im Gegensatz zu Röntgenstrahlung, nicht ionisierend, wodurch THz-Technologie ein großes Potential für die berührungslose und zerstörungsfreie Materialuntersuchung und -charakterisierung birgt.
Messungen mit Terahertz-Signalen sind insbesondere zur chemischen Analyse verpackter Stoffe (Terahertz-Spektroskopie) und zur bildgebenden Kontrolle (Terahertz-Imaging) von Kunststoffen und anderen nichtleitenden Materialien (kristalline Substanzen wie Medikamente, Explosiva oder Nahrungszusatzstoffe) geeignet.

### Quantensensorik
Seit dem Jahr 2024 hat die RECENDT auch einen eigenen Forschungsbereich für Quantensensorik (als Teilgebiet der aufstrebenden Quantentechnologien) etabliert. Die Forschungsthemen liegen hier primär im Feld der nichtlinearen Interferometrie bzw. "Metrologie mit undetektierten Photonen" und der Magnetometrie mit höchster Auflösung und Sensitivität.

## Anerkennungen
- Sonderpreis für Forschungseinrichtungen beim Innovationspreis der Landes Oberösterreich 2010[18]
- OGMA-Preis für die Dissertation von Jürgen Kasberger 2011
- 3. Rang im Best Young Scientist Wettbewerb für Armin Hochreiner 2011[19]